# Вельбівка
Вельбі́вка — село в Україні, Миргородському районі Полтавської області. Входить до складу Великобудищанської сільської громади.Колишній центр Вельбівської сільської ради.
Площа населеного пункту — 967 га (3,734 кв. мили), землі запасу сільської ради — 681 га, у тому числі рілля 478 га, землі у власності і користуванні громадян — 239 га. Кількість дворів — 594. Населення — 1 381 особа (станом на 1 січня 2008 року).

## Географія
Розташоване на лівому березі Псла вздовж луків та простягається більш ніж на 9 км, за 6 км від центру міста Гадяча, за 8 км від залізничної станції Гадяч та за 108 км від Полтави. Вище за течією на відстані 8 км розташоване село Веприк, нижче за течією на відстані 1 км розташоване село Соснівка, на протилежному березі місто Гадяч та село Малі Будища.
Річка у цьому місці звивиста, утворює лимани, стариці та заболочені озера.
До села примикає урочище Гадяцький Бор (дуб).
Через село пролягають автомобільні шляхи Т 1705 та Т 1706.

## Історія
- Село згадується в історичних джерелах XVIII століття, на початку якого воно належало Гадяцькому замку. В 1764 році разом із Гадячем і іншими навколишніми селами воно було подароване імператрицею Катериною ІІ гетьману Кирилу Розумовському, а у 1785 році продане у казну. На 1782 рік у селі було 103 господарства, 697 мешканців. На 1810 рік Вельбівка значилася як власність поміщика, надвірного радника Масюкова.
- За даними на 1859 рік у власницькому та козацькому селі Гадяцького повіту Полтавської губернії, мешкало 1 276 осіб (634 чоловічої статі та 644 — жіночої), налічувалось 175 дворових господарства, існувала православна церква[4].
- В 1865 році в селі була побудована дерев'яна Троїцька церква, до якої в 1869 році була прибудована дзвіниця[5].
- У XIX — першій чверті XX століття село було центром окремої, Вельбівської волості[6].
- В 1918 році в селі встановлено радянську окупацію. У 1920 році створено комітет незаможних селян. У 1930 році створено колгосп «Червоний сніп».
- З утворенням у 1932 році Харківської області, село в складі району входило до неї. Постраждало від Голодомору 1932—1933 років. Встановлено імена 73 жертв[7].
- У роки радянсько-німецької війни було окуповане з 5 жовтня 1941 року по 8 вересня 1943 року. За цей час було вивезено до Німеччини 155 осіб, 11 чоловік закатовано.

## Сучасність
В селі діють Будинок культури із залом на 400 місць, загальноосвітня школа І-ІІ ступенів, кафе «Лісова пісня», Вельбівське лісництво і цех переробки деревини ДП «Гадяцький лісгосзаг», поштове відділення зв'язку, автогараж ДП «Гадяцький лісгосзаг»,лікарська амбулаторія, табір НГДУ «Полтаванафтогаз» — «Іскорка», табори «Світанок» і «Горизонт», Дерев’яна Свято - Троїцька церква ( 1865 р.)

## Відомі люди
Виходцями з села є:
- Анатолій Іванович Пилипенко — генеральний директор Гомельського заводу «Гідропривод»;
- І. П. Микитовський — начальник конструкторського бюро у Харкові;
- В. В. Мормуль — полковник, військовий лікар.
- Тищенко Микола Федорович — український історик, архівіст.